# Bray (Eure)
Bray – miejscowość i gmina we Francji, w regionie Normandia, w departamencie Eure.
Według danych na rok 1990 gminę zamieszkiwały 244 osoby, a gęstość zaludnienia wynosiła 42 osoby/km² (wśród 1421 gmin Górnej Normandii Bray plasuje się na 661. miejscu pod względem liczby ludności, natomiast pod względem powierzchni na miejscu 625.).